# João Guimarães Rosa

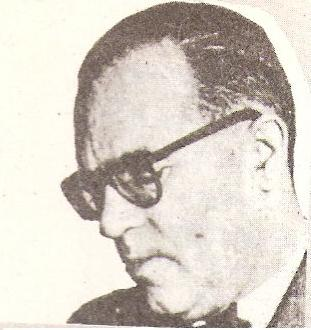
João Guimarães Rosa

João Guimarães Rosa (* 27. Juni 1908 in Cordisburgo, Minas Gerais; † 19. November 1967 in Rio de Janeiro) war ein brasilianischer Schriftsteller. Sein berühmtester Roman Grande Sertão: Veredas wird von manchen Literaturkritikern als das brasilianische Gegenstück zu Ulysses (James Joyce) und Berlin Alexanderplatz (Alfred Döblin) angesehen.
Das staatliche brasilianische Kulturinstitut Instituto Guimarães Rosa (IGR) wurde nach ihm benannt.

## Biografie
Guimarães Rosa wurde als erstes von sechs Kindern von Florduardo Pinto Rosa (Spitzname „Seu Fulô“) und D. Francisca Guimarães Rosa („Chiquitinha“) geboren.
Als Autodidakt eignete sich Guimarães Rosa ein umfangreiches Wissen und zahlreiche Sprachen an. Er begann mit dem Französischen, als er sieben Jahre alt war, wie er später in einem Interview mit einem Cousin erzählte:

„Ich spreche: Portugiesisch, Deutsch, Französisch, Englisch, Spanisch, Italienisch, Esperanto, etwas Russisch; ich lese: Schwedisch, Holländisch, Lateinisch und Griechisch (aber mit dem Wörterbuch immer neben mir); ich verstehe einige deutsche Dialekte; ich studierte die Grammatik: Ungarisch, Arabisch, Sanskrit, Litauisch, Polnisch, Tupí, Hebräisch, Japanisch, Tschechisch, Finnisch, Dänisch; ich habe mich in mehreren anderen versucht. Aber nur auf der einfachsten Ebene. Und ich denke, dass den Geist und den Mechanismus anderer Sprachen zu studieren, sehr hilft, tiefer die eigene Sprache zu verstehen. Im allgemeinen studiere ich jedoch, weil es mir Spaß macht, aus Begierde und zur Zerstreuung.“

Als Kind kam er zu seinen Großeltern nach Belo Horizonte, wo er die Grundschule beendete. Die höhere Schule besuchte er zunächst am Santo Antônio College in São João del Rei, kehrte aber bald nach Belo Horizonte zurück, wo er die Schule abschloss. 1925 bewarb er sich im Alter von nur 16 Jahren bei der medizinischen Fakultät der Universität von Minas Gerais.
Am 27. Juni 1930 heiratete er die 16-jährige Lígia Cabral Penna, mit der er zwei Töchter, Vilma und Agnes, bekam. Im selben Jahr schloss er sein Studium ab und begann als Arzt in Itaguara zu arbeiten, das damals zu Itauna in Minas Gerais gehörte. Er blieb dort etwa zwei Jahre. In dieser Kleinstadt kam er zum ersten Mal mit Menschen aus dem Sertão in Kontakt, jener Gegend, die später zum Bezugspunkt und zur Inspirationsquelle seines Werkes wurde.
Zurück in Itaguara diente Guimarães Rosa als freiwilliger Arzt in der Força Pública während der Änderung der Verfassung von 1932. In Passa-Quatro, Minas Gerais, kam er mit dem späteren Präsidenten Juscelino Kubitschek, der zu diesem Zeitpunkt Chefarzt war, in Kontakt. Später wurde er Beamter. 1933 ging er nach Barbacena, um dort als Arzt beim 9. Bataillon (Oficial Médico do 9º Batalhão de Infantaria) zu arbeiten. Den größten Teil seines Lebens verbrachte er als brasilianischer Diplomat in Europa und Lateinamerika. Von 1938 bis 1942 war er Vizekonsul in Hamburg, wo er seine zweite Frau, Aracy de Carvalho Guimarães Rosa, kennen lernte, die später für ihren Einsatz zur Rettung von Juden als Gerechte unter den Völkern ausgezeichnet wurde. Nach Abbruch der deutsch-brasilianischen Beziehungen am 22. August 1942 wurde Guimarães Rosa kurzzeitig interniert.
1963 wurde er bei seiner zweiten Kandidatur einstimmig in die Academia Brasileira de Letras gewählt. Er konnte seinen Sitz erst 1967 einnehmen, drei Tage bevor er an einem Herzinfarkt starb.
Sein bekanntester Roman ist wohl das monumentale Werk Grande Sertão, in dem ähnlich wie von Autoren des magischen Realismus Versatzstücke aus allerdings europäischen, nicht indigenen Mythen (Faust, Odysseus) montiert werden. Guimarães Rosa zur Strömung des Magischen Realismus zu rechnen ist also trotz des regionalistischen Hintergrunds nicht ohne weiteres möglich. Kritiker betonen eher die Verwandtschaft mit der „Literatura fantástica“ der Länder am Río de la Plata.
Sämtliche Übersetzungen ins Deutsche besorgte Curt Meyer-Clason.

## Ausgewählte Werke
- Caçador de camurças, Chronos Kai Anagke, O mistério de Highmore Hall e Makiné (1929)
- Lava (1936)
- Sagarana, o Duelo (1946), dt. Sagarana. Erzählungszyklus
- Com o Vaqueiro Mariano (1947)
- Corpo de Baile (1956), dt. Corps de ballet. Romanzyklus. Roman
- Grande Sertão: Veredas (1956), dt. Grande Sertão. Roman (1964)
- Primeiras Estórias (1962, verfilmt unter dem Titel A Terceira Margem do Rio)
- Tutaméia ? Terceiras Estórias (1967), dt. Tutaméia. Dritte Erzählungen
- Em Memória de João Guimarães Rosa (1968, postum)
- Estas Estórias e Ave, Palavra (1969/1970, postum)
- Meu tio iauaretê, Mein Onkel, der Jaguar. Erzählung
- Buriti (Kurzgeschichte)
- Hinterland. Eine fotografische Folge von Maureen Bisilliat zu Texten von João Guimarães Rosa. Texte übersetzt von Curt Meyer-Clason. Mit einem Nachwort von Edgar Ricardo von Buettner. Edition diá, St. Gallen und Köln 1987, ISBN 3-905482-29-0.

## Nachweise
1. ↑  Deutschlandradio Kultur: „Meister der Sprachlandschaft“, 27. Juni 2008
2. ↑  Aracy Moebius de Carvalho: Justa entre as nações, The International Raoul Wallenberg Foundation, abgerufen am 26. Februar 2013
3. ↑  Orlando Grossegesse: Curt Meyer-Clason. Verwandlungskünstler zwischen Brasilien und Deutschland. In: Tópicos, ISSN 0949-541X, Jg. 49 (2010), Heft 3, S. 48–49, hier S. 49.
4. ↑  Michael Rössner: Literatura fantástica in Brasilien? In: Erna Pfeiffer, Hugo Kubarth (Hrsg.): Canticum Ibericum. Neuere spanische, portugiesische und lateinamerikanische Literatur im Spiegel von Interpretation und Übersetzung. Vervuert, Frankfurt am Main 1991, S. 244–256.
5. ↑  Curt Meyer-Clason: Der Sertão des João Guimarães Rosa. Mit Bio-Bibliografie. In: Mechtild Strausfeld (Hrsg.): Brasilianische Literatur. Suhrkamp, Frankfurt am Main 1984, ISBN 3-518-38524-0, S. 249–272 und S. 381–387. (suhrkamp taschenbuch. 2024).

| Personendaten    | Personendaten                            |
| ---------------- | ---------------------------------------- |
| NAME             | Rosa, João Guimarães                     |
| ALTERNATIVNAMEN  | Guimarães Rosa, João; Viator (Pseudonym) |
| KURZBESCHREIBUNG | brasilianischer Autor und Romancier      |
| GEBURTSDATUM     | 27. Juni 1908                            |
| GEBURTSORT       | Cordisburgo, Minas Gerais                |
| STERBEDATUM      | 19. November 1967                        |
| STERBEORT        | Rio de Janeiro                           |